# 표주록
표주록(漂舟錄)은 조선 영조 연간에 무관(武官) 이지항(李志恒)이 1696년(숙종 22) 부산에서 영해(寧海)로 가던 중 파선 되어 일본의 홋카이도까지 표류 되었다가 돌아온 기록을 남긴 책이다. 1756년(영조 32) 4월 13일부터 이듬해 3월 5일 부산에 도착할 때까지 약 1년여의 기록으로 구성되었다.
이지항 일행은 부산을 출항한 지 16일째 되는 날 일본의 홋카이도 서해안에 도착하여 아이누족에게서 음식을 얻어먹으며 연명하다가 마쓰마에(松前)에 도착, 에도(江戶)와 오사카(大阪)를 거쳐 쓰시마섬에 도착하였다가 이듬해 부산에 귀항하였다. 책의 맨 끝부분에는 강항(姜沆)의 『간양록(看羊錄)』가운데 에조(蝦夷)지방에 언급된 부분을 발췌하여 수록하였고, 정유왜란 때 포로가 되어 일본에 갔다가 왜상선을 타고 안남국(安南國)을 세번이나 내왕한 조완벽(趙完璧)에 대하여도 간략하게 소개하였다.

## 같이 보기
- 표해록 (장한철)
- 표해록 (최부)
- 표해일록 - 김대황의 안남국(베트남) 표류기
- 표해시말 - 문순득의 여송국(필리핀) 표류기
- 하멜 표류기
- 김대건